# Onthophagus camerunicus
Onthophagus camerunicus là một loài bọ cánh cứng trong họ Bọ hung (Scarabaeidae).